# Sant Mori
Sant Mori är en kommun i Spanien.   Den ligger i provinsen Província de Girona och regionen Katalonien, i den östra delen av landet, 600 km öster om huvudstaden Madrid. Antalet invånare är 196. Arean är 7,5 kvadratkilometer. Sant Mori gränsar till Palau de Santa Eulàlia, Sant Miquel de Fluvià, Ventalló, Vilopriu, Saus, Camallera i Llampaies, Vilaür och Garrigàs. 
Terrängen i Sant Mori är platt.